# Colposcelis ussuriensis
Colposcelis ussuriensis là một loài bọ cánh cứng trong họ Chrysomelidae. Loài này được Moseyko & Medvedev miêu tả khoa học năm 2005.